# Xenium saburrae
Xenium saburrae är en insektsart som beskrevs av Liana 1980. Xenium saburrae ingår i släktet Xenium och familjen Proscopiidae. Inga underarter finns listade i Catalogue of Life.